# Église Saint-Martial de Seignelay
Pour les articles homonymes, voir église Saint-Martial.
L'église de Seignelay est une église située à Seignelay, dans le département de l'Yonne, en France. Dédiée à saint Martial, elle dépend pour le culte de l'archidiocèse de Sens et de la paroisse Saint-Edme de la vallée du Serein et se trouve sur le chemin de Compostelle. Elle est réputée pour son orgue. 

## Histoire
Colbert achète la seigneurie de Seignelay et y fait construire des manufactures et les halles, agrandit le bourg, restaure le château et embellit l'église. Celle-ci date du milieu du XVIe siècle à l'emplacement d'une église médiévale. Elle se trouve au centre du bourg près de l'allée du château.
L'édifice est classé au titre des monuments historiques en 1921.

## Description
L'église de style gothique flamboyant datant de la Renaissance présente une façade aux statues mutilées et à droite une haute tour-clocher (40 mètres de hauteur) très massive à contreforts de grès, terminée en 1560. Les quatre cloches issues de la fonderie Jaclard de Metz datent du règne de Napoléon III. Elles ont été baptisées Anne-Marie (15 151 kg, fa dièse), Marie Conçue sans péché (787 kg, mi), Michel-Joseph (454 kg, sol dièse) et Nicolas-Modeste (200 kg, si). La tour est coiffée d'un petit clocheton. Au-dessus du portail Ouest, une petite rosace éclaire l'intérieur. Sa nef est bas-côté par une chapelle à droite, communicant par une arcade. La nef est voûtée de nervures, l'arcade supportée par des piliers palmés. Le chœur est à trois pans et l'intérieur est très lumineux grâce à ses grandes baies ogivales dont la plupart des vitraux datent du milieu du XIXe siècle et sont issus de l'atelier des frères Vessières de Seignelay. Certains sont cependant encore de l'époque Renaissance (sommets des six baies du chœur ) et trois autres dessinés par Henri Mathieu, verrier à Seignelay, datent de la fin du XIXe siècle, comme la verrière de l'arbre de Jessé (1883) dans la chapelle de la Vierge.
Le maître-autel dont il ne subsiste que la partie basse, ayant été tronqué dans les années 1970 à cause des mesures du clergé de l'époque, date du XVIIe siècle. On remarque à gauche un grand tableau du XVIIe siècle représentant L'Adoration des bergers. La chaire et le banc d'œuvre sont du XVIIe siècle de style Louis XIII. Un petit bas-relief en marbre blanc du XVIIIe siècle, attribué à Nicolas Coustou, montre un ange tenant une croix (L'Ange de la Résurrection) avec un cadre provenant du château de Régennes. Il est classé en 1905 et son pendant se trouve au musée d'Auxerre.
L'orgue de Giroud date de 1987. Il comporte deux claviers manuels et un pédalier pour dix-sept jeux.

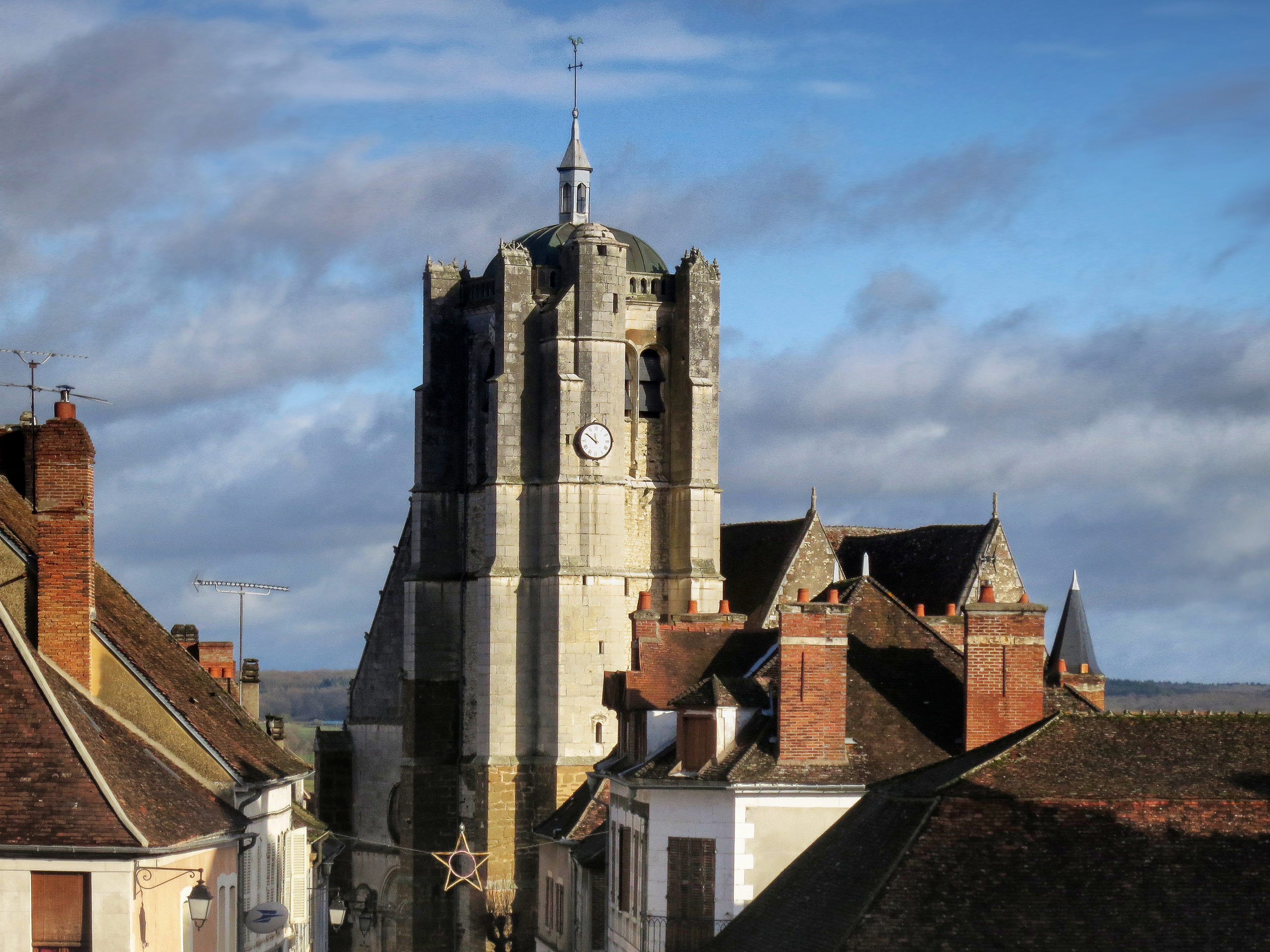
Vue de la tour
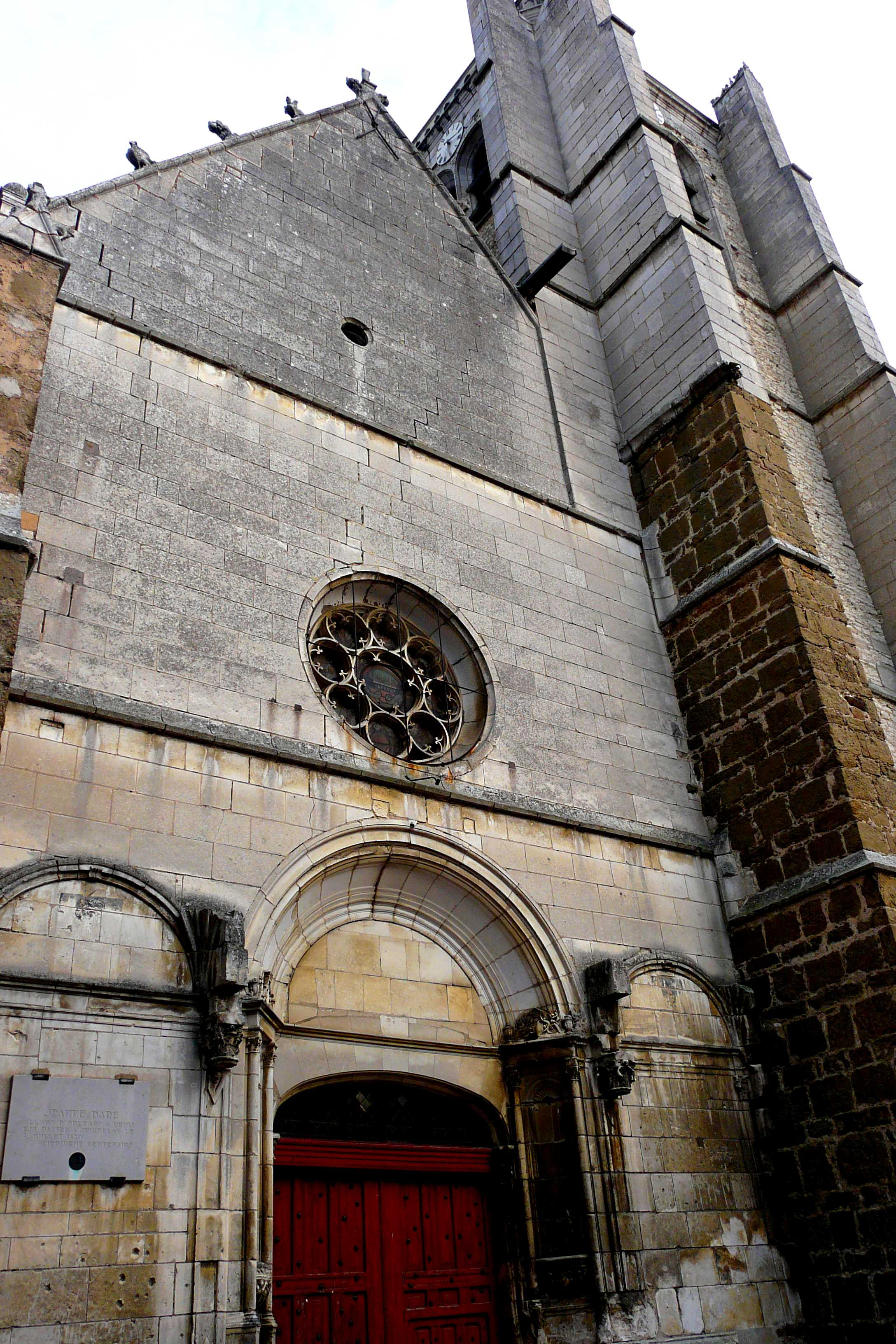
Façade Ouest